# Satoshi Miyauchi
Satoshi Miyauchi, född 26 november 1959 i Tokyo prefektur, Japan, är en japansk tidigare fotbollsspelare.